# Радко Мутафчийски
Радко Мутафчийски е български футболист.